# FCタタバーニャ
タタバーニャSC（ハンガリー語: Tatabányai Sport Club）は、ハンガリー北部のタタバーニャを本拠地とするサッカークラブである。

## 概要
クラブは鉱山技術者によって、1910年2月6日にタタバーニャイ・シュポルト・クルブ (Tatabányai Sport Klub) として創設された。第一次世界大戦と第二次世界大戦の影響によりクラブは弱体化したが、1948年に1部リーグ初昇格を果たした。これまで国内ではリーグ戦において準優勝2回（1981年、1988年）、カップ戦において準優勝3回（1972年、1985年、1999年）とタイトルに縁がないが、国際舞台ではミトローパ・カップ優勝2回（1973年、1974年）を経験した。2002年からは「FCタタバーニャ」と改称した。
過去にはマジック・マジャールの一員として1954 FIFAワールドカップ準優勝に貢献したグロシチ・ジュラや、1986 FIFAワールドカップ代表のキプリッチ・ヨージェフらが在籍していた。

## タイトル

### 国内タイトル
なし

### 国際タイトル
- ミトローパ・カップ：2回
  - 1973, 1974

## クラブ名の変遷
- 1910 タタバーニャイSK (Tatabányai SK)
- 1949 タタバーニャイ・タールナ (Tatabányai Tárna)
- 1950 タタバーニャイ・バーニャースSC (Tatabányai Bányász SC)
- 1992 タタバーニャイSC (Tatabányai SC)
- 1998 ロンバルドFCタタバーニャ (Lombard FC Tatabánya)
- 1999 FCタタバーニャ (FC Tatabánya)
- 2000 ロンバルドFCタタバーニャ (Lombard FC Tatabánya)
- 2004 アウト・トラデル・タタバーニャFC (Auto Trader Tatabánya FC)
- 2005 タタバーニャFC (Tatabánya FC)

## 現所属メンバー
注：選手の国籍表記はFIFAの定めた代表資格ルールに基づく。
| No. | Pos. |            | 選手名                       |
| --- | ---- | ---------- | ---------------------------- |
| 1   | GK   | ハンガリー | バラ・オリヴェール           |
| 3   | FW   | ハンガリー | アールヴァイ・ダーニエル     |
| 5   | DF   | ハンガリー | コヴァーチ・イシュトヴァーン |
| 6   | DF   | ハンガリー | デレカシュ・ゾルターン       |
| 7   | DF   | オランダ   | ダーヴィド・キプリッチ       |
| 8   | DF   | ハンガリー | ショルテース・バルナバーシュ |
| 10  | MF   | ハンガリー | セグレティ・ゲルゲイ         |
| 11  | MF   | ハンガリー | カトナ・カーロイ             |
| 14  | MF   | ハンガリー | オーヴァーリ・ジョルト       |
| 15  | FW   | ハンガリー | ネーメト・ダーニエル         |
| 16  | GK   | ハンガリー | ロート・ペーテル             |
| 17  | MF   | ハンガリー | ヴァッシュ・パトリク         |
| 19  | DF   | ハンガリー | ブナ・ガーボル               |
| 20  | FW   | カナダ     | Nathaniel Mascoe Lawrenzo    |

| No. | Pos. |            | 選手名                     |
| --- | ---- | ---------- | -------------------------- |
| 21  | MF   | ハンガリー | レテニェイル・ザラーン     |
| 22  | DF   | ハンガリー | クルチャール・マルティン   |
| 23  | DF   | ハンガリー | Forró Gyula                |
| 26  | DF   | ハンガリー | ヤゴディチ・マールク       |
| 27  | MF   | ハンガリー | ラプ・アンドル             |
| 30  | DF   | ハンガリー | ドイッチュ・ベンツェ       |
| 32  | FW   | ハンガリー | イェレナ・リハールド       |
| 33  | DF   | ハンガリー | ハルシャーニ・ダーニエル   |
| 42  | GK   | ハンガリー | ベシェ・バラージュ         |
| 48  | MF   | ハンガリー | チェルニク・コルネール     |
| 66  | MF   | ハンガリー | エエルデグ・アンドラーシュ |
| 75  | DF   | ハンガリー | ヴァルガ・ドミニク         |
| 77  | MF   | ハンガリー | Vida Kristopher            |
| -   | FW   | ハンガリー | モルナール・ティボル       |

## 歴代監督
| - ラカト・カーロイ 1957-1962 - グロシチ・ジュラ 1963 - クレーベル・ガーボル 1964‑1965 - ヒデクチ・ナーンドル 1966 - ハーリ・ラースロー 1967‑1968 - スーチ・ジェルジ 1968-1969 - ラカト・カーロイ 1970-1974 - ゲレイ・ヨージェフ 1974-1975 - モノシュトリ・ティヴァダル 1975 - モオール・エデ 1975-1976 - モノシュトリ・ティヴァダル 1977-1979 - セントミハーイ・アンタル 1979-1980 - ラカト・カーロイ 1980-1982 - ダルノキ・イェネー 1982-1984 - バチョー・イシュトヴァーン 1984-1985 - ラカト・カーロイ 1985 - テメシュヴァーリ・ミクローシュ 1985-1988 - セントミハーイ・アンタル 1988-1990 - トルニ・バルナバーシュ 1990-1991 | - ラーコシ・ジュラ 1991-1992 - チャポー・カーロイ 1992 - エベドリ・フェレンツ 1997-1998 - トート・バーリント -1999 - キプリッチ・ヨージェフ 1999-2001 - エベドリ・フェレンツ 2001 - コヴァーチ・ラースロー 2001-不明 - テレク・ヨージェフ 不明-2003 - データーリ・ラヨシュ 2004 - シサ・ティボル 2004-2007 - トルニ・バルナーバシュ 2007 - メーサーロシュ・フェレンツ 2007 - ラースロー・ボルベーイ 2007 - オクタビオ・サモラーノ、 ダイカ・ラースロー 2008-2009 - P.ナジ・ラースロー 2009-2011 - キプリッチ・ヨージェフ 2011-2012 - チェルテーイ・アウテール 2012-2014 - プロタール・ジュラ 2014 - ブルーノ・ジョルダーノ 2015–2016 - ヴァールヒディ・ペーテル 2016 - ベケー・バラージュ 2019–2022 - ジュルキ・ゲルゲイ 2022- |